# Devil May Cry (2007年のアニメ)
『Devil May Cry』（デビル・メイ・クライ）は、カプコンのテレビゲームデビルメイクライシリーズを原作として製作されたテレビアニメ。

## 概要
2007年6月14日より9月6日まで、WOWOWにて毎週木曜23時00分から23時30分（JST）に放送。原作のキャラクターと設定を用いてアニメオリジナルのストーリーを描く。全12話。少しひねくれた色男・ダンテ達と彼等を取り巻く登場人物達とのエピソードをほぼ1話完結で放映している。後にドラマCDも発売した。
ストーリーの時系列は『1』と『2』の間で、原作であるゲームシリーズを繋ぐ物語であり、ゲーム本編ではほとんど語られる事のない事務所「Devil May Cry」での日常などが描かれている。
ゲームと異なり、音声は日本語となっていて、放送終了後ゲストで登場した作品や『4SE』以降の日本語音声も下記声優が務めている。なお海外版の音声は、一部ゲームと同様のキャスティングがなされている。
この作品を収録したDVD＆Blu-ray版が発売されている。バンダイチャンネルでも配信されている。

## 登場人物

### レギュラーキャラクター
ダンテ
声 - 森川智之
主人公。表向きは便利屋だが、本業はこの世にはびこる悪魔を狩るデビルハンター。普段はやる気のない男で、気の向かない依頼は引き受けず、事務所（本作の事務所内は『デビルメイクライ3』で最初に登場したモデル）も散らかりっぱなし。食事はオリーブ抜きのピザにストロベリーサンデーのみという偏りで、借金まみれでありながら週休六日主義を公言して憚らないずぼらな性格。アルコールについてはビールやワインを飲んでいる場面が見られる。Mission:10にて「車貸してやる」と言って鍵を取り出していたので、一応 車は持っているらしい。レディから多額の借金をしており、仕事を終える度に取り立てられている。本人曰く、女・子供には優しいという。また、パティから「ギャンブルは負け組」と言われるほどギャンブルに弱い。
人間と悪魔のハーフであり、いざとなれば大剣リベリオンと二丁拳銃エボニー＆アイボリーを用いて圧倒的な戦闘力で敵を屠る、「悪魔も泣き出す男（デビルメイクライ）」である。
デザインはゲーム1作目『デビルメイクライ』（『1』）の赤いコートに、『3』のヘアスタイルと肌の色という間の子。武器は時系列が『1』の後ということもあり、『3』仕様の肉厚のリベリオンを扱う。
パティ・ローエル
声 - 福圓美里
アニメ版のヒロイン。ダンテが仕事で助けたブロンドヘアーの少女で、ダンテを慕って「Devil May Cry」に通い詰めている。孤児院暮らしで、母は悪魔に殺されたと聞かされていたが、終盤で母と再会し、決戦後は一緒に暮らしている。何かとおせっかい焼きな性格で、おしゃれでおしゃま。大人ぶっているが、コーヒーは苦手。TVドラマが大好き。ダンテとは対照的に賭け事に強い。当初は顔にそばかすがあったが、終盤に入ると見られなくなった。なお、最終回のアップではそばかすがあるものと無いものがある。ほぼ毎回衣装や髪型が変わる。母の形見のペンダントを常に大切に所持している。「Devil May Cry」の清掃を担当しており、母との再会後も変わらず続けている模様。
人の身でありながら悪魔を召喚し、使役していた錬金術師アラン・ローエルを先祖に持つ。
『5』では18歳になったようで、電話でダンテを自分の誕生日パーティーに招待しようとした。
J・D・モリソン
声 - 大塚明夫
律儀な性格の情報屋。悪魔に対しても理解があるらしく、「ダンテ向きの仕事」もよく持ってくる。ダンテが車を自分で運転したがらないので、よく移動の手段としてのアシの役割をしている。TVやジュークボックスの修理もこなす器用な男（ダンテはいわゆる「叩けば治る」的な性格と半魔の膂力で勢いあまって壊してしまうため）。
『5』では容姿がアニメ版と異なり、スキンヘッドの黒人になっている。
レディ（メアリ・アン・アーカム）
声 - 折笠富美子
『3』のヒロインにして、多彩な銃を操るデビルハンター。Mission:2より登場。彼女はダンテに多額の金を貸しておりたびたび取立てに来るが、それと同時に仕事を持ってきたり協力して仕事に臨むこともある。『3』の頃より大人びた性格になっているが、時々かつての直情的な性格が出てくることもある。Mission:4ではトリッシュとの出会いが描かれている。当初は依頼主（正体は悪魔）の策略で彼女と敵対し互角の戦いを繰り広げたが、ダンテの介入により誤解が解けてからはすぐに打ち解け、意気投合している。
トリッシュ
声 - 田中敦子
『1』のヒロインにして、涙を流せる（心がある）悪魔。Mission:4より登場するダンテの相棒。知識欲旺盛と自負する通り、アニメでは事務所を離れ世界を回っている。その気紛れな行動に、ダンテは彼女を「元相棒」と呼ぶ。二丁拳銃ルーチェ&オンブラによるダンテに引けをとらない銃技に雷を操る力も持つが、魔剣スパーダは使用しない。ダンテに対しては母親のような口の聞き方をすることもある。
今作では一度もパティと会話をしておらず、しかもあまり出番が無い。また、Mission:4では終盤まで一言も言葉を発していない。
シド
声 - 野沢那智
戦う力も大した能力もない（人間の皮を被って人のふりをする事は出来る）下級悪魔。ぎょろりとした目をはじめ、不気味な姿をした小男だが、人間に化けているのか本来の姿なのかは不明。
たびたびダンテの前に現れてはどうにか逃げていくが、その裏では大悪魔アビゲイル復活のために暗躍していた。終盤でパティを利用して封印を解き、アビゲイルの力を得る。翼を持つ金色の巨大な悪魔のような姿に変貌し、以前からは想像もつかないほどの絶大な力で魔界と人間界の支配を目論む。一度はダンテを退けるも倒しきるまでには至らず、パティの尽力で復活したダンテの前に呆気なく撃破され、元の姿に戻されたところをダンテに止めを刺された。
フレディ
声 - 星野充昭
ダンテ行つけであり、自身の名と同じ店名であるカフェ「Freddie」のマスター。ダンテに出しているストロベリーサンデーは手作りらしく、その味はダンテから思い入れを抱かれている。フレディ自身も相当な思い入れを抱いており、モデウスやダンテに味についての苦言を呈された際にはしばらく店を閉めるなど、ナイーブな一面も持つ。
『5』の前日譚を描いた小説の「Before the Nightmare」で彼の名前が登場している。
シンディ
声 - かかずゆみ
「Freddie」のウェイトレス。ローラースケートで移動する。ダンテのような男が好みであると言うが、それは自分に好意を寄せる男・アイザックへの成長の要求でもあった。彼からのアタックはまんざらでもない様子。恋愛に関しては自分が追いかけられるのは好きではなく、追いかけたいタイプであるとのこと。
ニーナ・ローエル
声 - 久川綾
パティの母親。パティを孤児院に預けた後消息を絶ち、パティは彼女が幼い頃に悪魔に殺されたと聞かされていたが、実際はローエル家のしきたりに従い、アビゲイル復活の鍵を握る魔石「アランの涙」を守りながら逃避行を続けており、パティを自分から引き離したのも追手の悪魔から守るためであった。終盤でパティと再会し、決戦後はパティと一緒に暮らしている。

### ゲストキャラクター

#### Mission:1
アレックス
声 - 青山穣
名門ローエル家の遺産相続人候補の一人。弁護士の仕事をしている。その正体は悪魔であり、ローエル家の屋敷に訪れた本物のパティ・ローエルに襲いかかるが、ダンテに倒される。
弟たちが純粋な人間であったため、本物のアレックスはこの悪魔に殺されて成り代わられていたと推測される。
ブライアン
声 - 乃村健次
名門ローエル家の遺産相続人候補の一人。金にがめつい男。
クリストファー
声 - 笹沼晃
名門ローエル家の遺産相続人候補の一人。美術品の収集が趣味の青年。
シドにパティの暗殺を依頼したと思われる描写がある。
パティ・ローエル
声 - ゆかな
パティと同姓同名の女性で、もう1人の遺産相続人候補。彼女こそが名門ローエル家当主の隠し子であり、他の遺産相続人候補に命を狙われる可能性を見越して孤児院にいた同姓同名のパティを自身の身代わりに仕立て上げていた。こちらは濃いめのブロンドのショートボブで成人女性である等、上記のパティとは似ても似つかない容姿。遺産相続のためなら手段を選ばない守銭奴であるが、罪もない孤児の少女を囮にした事には少なからず罪悪感を感じていたようであり、あらかじめ正体を隠してダンテにパティの護衛を依頼していたが、結果的にパティを危険に晒していたことには変わりなく、後に全てを知ったダンテからは「あんたが悪魔だったら殺していた」と軽蔑されていた。
計画通りに相続の権利を手に入れた際にはアレックスに化けた悪魔に襲われそうになったものの、ちょうどローエル家の屋敷に来ていたダンテに命を救われた。その後、改心してパティを引き取る事を申し出たが、当のパティはそれを断って孤児院に戻る事となった。

#### Mission:2
ヴィンセント
声 - 関智一
バイクチームの頭。茶髪のロングヘアーの青年。ハイウェイに現れる「レッドアイ」に殺された兄の敵討ちを巡り、ダンテとバイクレースをすることに。ニトロによる加速装置をバイクに搭載している。
ミッシェル
声 - 西凜太朗
ヴィンセントの兄。「レッドアイ」とバイクレースで勝負して死亡したという。
レッドアイ
ハイウェイに現れる謎のライダー。何人ものライダーが彼とのバイクレースで命を落としている。その正体はバイクレースに見せかけて人間を殺害する悪魔。ニトロ付きのバイクでも追いつけないスピードを持ち、魔力で強化されたダンテのバイクとのスピード勝負では最終的に音速を超えていた。ダンテに追い抜かれた直後に正体を現して背後からダンテに襲いかかるが、リベリオンで両断され、最後はレディにカリーナ=アンを撃ち込まれて倒された。

#### Mission:3
ブラッド
声 - 野島裕史
眼鏡をかけた優男風の男性で、流れ者らしい。愛に興味があるらしく、恋愛小説を愛読しているアンジェリナの恋人。触れたものを治癒する能力を持つ。近頃キャピュレット・シティーで多発している通り魔事件の疑惑を掛けられていて、「彼を殺してくれ」とキャピュレット・シティー市長から依頼されたダンテは彼と接触することになる。
その正体は悪魔で、強欲の悪魔ベルフェゴールの部下。悪魔としての力は貧弱であるが、魔界で虐げられていた自分に優しくしてくれたアンジェリナを心の底から愛しており、涙を流すことができる心を持つ悪魔。ダンテはブラッドを「人として生きていける」と言って見逃し、事件後はマイクにアンジェリナとの交際を認められた。
アンジェリナ・ヘイゲル
声 - 桑谷夏子
ブラッドの恋人。彼女も眼鏡を掛けている。キャピュレット・シティーの市長、マイク・ヘイゲルの一人娘。幼くして母を失っていて、父親から過保護な扱いを受けている。
マイク・ヘイゲル
声 - 福田信昭
キャピュレット・シティーの市長でアンジェリナの父。ブラッドが悪魔だと思っていて、彼がアンジェリナと付き合うことを認めようとしない。ベルフェゴールを呼び出そうとしていた執事にナイフで刺されて瀕死の重傷を負うが、ブラッドに命を救われた。
執事
声 - 茶風林
ヘイゲル家に仕える執事。実は人間でありながら魔界からベルフェゴールを呼び出そうとしていた悪魔信奉者。マイクに重傷を負わせて魔界への扉を開く儀式を強行しようとするが、ダンテに蹴り飛ばされて昏倒し、事件解決後の消息は不明。
ベルフェゴール
町一つ食らい尽くすほど強欲と言われる悪魔。伝説上では実在する悪魔である。終盤で儀式によって人間界に姿を現そうとするが、ダンテに撃退された。

#### Mission:4
神父
声 - 宝亀克寿
稲妻を操る金髪の女悪魔トリッシュの討伐をレディに依頼した神父。しかし、実は彼こそが街に悪魔を蔓延らせた張本人でトリッシュが追っていた黒幕の悪魔である。レディにトリッシュを狙わせることで二人の共倒れを狙っていたが、ダンテが介入したことで計画は失敗し、三人を同時に始末しようと真の姿（ムンドゥスを思わせるような神々しい姿）を現すがダンテたちに瞬殺された。
ガンスミス
声 - 平尾仁
レディからカリーナ=アンの整備を依頼されていた老年のガンスミスの男性。

#### Mission:5
アイザック
声 - てらそままさき
シンディに想いを寄せる男。金髪で筋骨隆々の身体をしているが、パティにすら弱そうと評されている（ただし、二階から飛び降りたりして足を骨折してもすぐ歩き回ったり、何度痛い目にあってもダンテのストーキングをやめなかったり、タフな一面もある模様）。家系は祖父の代から平和主義らしいが、一応銃は持っている。
シンディが好むダンテをストーキングするうち、ダンテを取り巻く異常な世界に足を踏み入れる。

#### Mission:6
エレナ・ヒューストン
声 - 朴璐美
かつて「伝説のロック・クイーン」と呼ばれた女性ロック・ボーカリスト。優れた歌の才能を持っていて、人を惹きつける不思議な魅力があったという。しかし、思うように自分の曲が売れず苛立っていたときに、急に曲が売れるようになり、彼女の曲を聴いたファンと彼女自身に異変が起こり始める。実は彼女は、心の弱さに憑かれてしまい悪魔に憑依されてしまう。その後は悪魔に身体を乗っ取られて悪事の限りを尽くしてしまう。しかし、ダンテの活躍により、彼女に憑依した悪魔は魔剣リベリオンの力により倒された。その後は、ティムと結婚して幸せな家庭を築いている。
ダンテの事務所のジュークボックスに入っていたレコードが彼女の初期の曲で、ダンテもその曲を気に入っていたらしいが、レコードが擦り切れてしまっていたため、曲名もタイトルもわからないまま聞くことが出来なくなっていた。アニメ内ではそのレコードのタイトルは、1.『Mermaid ROCK』 2.『It's my Rock'n'Roll』と表示されていたが、後に発売されたサウンドトラックでは曲名は『FUTURE IN MY HANDS』と『Room Despair』になっていた。
ティム
声 - 梅津秀行
エレナの幼なじみの男性。エレナの歌に魅了された1人で、彼女の曲を多くの人に聞いてもらうため、マネージャーとして尽力する。しかし、売れ始めるとエレナは彼から離れていってしまい、別れることとなった。それからも彼女のレコードは大切に保管している。
現在はトレジャーハンターをやっていて、最近発見された北の廃墟の宝探しをする際にダンテに護衛を依頼する事になる。しかし実際は、エレナを助ける為に彼女のレコードを使って彼女に憑依した悪魔を誘き寄せていたのである。エレナを救出した後は、彼女と結婚する。

#### Mission:7
ケーリー・マルケス
声 - うえだゆうじ
細目の男性。妹に指輪を買ってあげるなど、妹想いな面もあるらしい。親友を殺した罪で刑務所「デビルプリズン」の特別房に収容される。
リン
声 - 柚木涼香
ケーリーの妹。サファイア色のおさげ髪（ダンテ談）をしている。兄が殺人罪で収監されてしまったが、無実を信じていて、ケーリーを助けてほしいと「Devil May Cry」に依頼に来る。
クラウド
声 - 志村知幸
ケーリーの親友で、彼に殺されたらしい。
所長
声 - 島香裕
一度入れば生きては出られないと言われる刑務所「デビルプリズン」の所長。肥満体で品性下劣かつ同性愛者の男。彼や看守たちも含めて元々はただの人間であったが、その歪んだ人間性のために悪魔に憑りつかれており、「鬼ごっこ」と称して囚人達を殺害するゲームに興じていた。ケーリーを救うためにデビルプリズンに潜入したダンテに看守たち諸共叩きのめされた挙句、刑務所の悪事を警察本部にばらされてしまい、往生際悪く逃げ出そうとするがダンテにトドメを刺された。
プレシオ
声 - 飯塚昭三
仮面が顔そのもので液状の体を持つ悪魔。詳しい生態は不明だが、“遭遇した相手”に「どんな願いでも叶えてやる」としつこく迫る（実際には全く叶えようとしない）。しかし、額の第3の赤い目が開いている時に“遭遇した相手”が第三者達に対して「死ね」など言うとそれを叶えるようである。緑色の酸液を吐いて攻撃する他、その体も時に酸液と化す。物に化けたりもできる。
最終的にダンテに倒されるが残った仮面はシドに回収された。

#### Mission:8
アーネスト
声 - 谷山紀章
モーリスアイランドという町で教師をしている男性。ダンテを幼馴染のトニーだと信じ、故郷の町へと誘う。一見好青年に見えるが、20年前の事件をただ一人追い続け、自分の教え子を初め周囲から変人扱いされるなど町の人間からいいように思われていない。
トニーとその母親が町を去るきっかけとなった町を襲った20年前の大火事が、犯人の容疑を掛けられていたトニーとその家族ではなく、悪魔の仕業である証拠を掴んだことで、トニー一家の無念を晴らそうとする。散弾銃で悪魔を倒そうとしていたが、ダンテからは「そんな物は気休めにもならない」と切り捨てられている。話の終盤にシドから教わった悪魔復活の儀式を行った事により、過去に町を襲った悪魔を復活させて殺されそうになるが、アーネストの不穏な動きを察知して先回りしていたダンテが彼と町を守るために悪魔を倒す。しかし、アーネストは町が悪魔に襲われた20年前の事件の元凶はダンテであると思い込み、彼を「悪魔」と罵って町から出て行くよう迫った。
ダンテに自分の命と町を救ってもらったにも関わらず、そのあまりにも身勝手な態度にシドは「悪魔より人間のほうが恐ろしい」と嘲笑していた。なお、彼にダンテがトニーであるということを教えたのはシドである(何故シドがダンテがかつて使っていた偽名を知っていたのかは不明)。
ダンテ本人は最後まで否定していたがダンテがアーネストの幼馴染のトニーであるかの真偽は作中でも曖昧になっている。アーネストの家に飾ってある写真にはまだ子供だった頃のアーネストの隣にダンテに瓜二つの風貌の少年が写っており、アーネストとトニーが隠した宝物の場所をダンテが初めから知っていたような発言をしている。しかし、ダンテは生まれも育ちもレッドグレイブ市で幼少期にダンテが「名前を変えて生きなさい」というエヴァの遺言に従ってトニー・レッドグレイブという偽名を名乗っていたのは事実だが、悪魔から身を隠す為に名乗っていた偽名に過ぎず、アーネストの発言とも食い違う為、他人の空似である可能性が高い。
マーグレット
声 - 麻生美代子
アーネストやトニーの先生。体調を崩している。久し振りの教え子のトニーが帰って来たとアーネストからダンテを紹介される。ただし、ダンテからは「若い頃にトニーという名を名乗っていたのは事実だが、あんたたちが知っているトニーではない」と否定されている。
エリーゼ
声 - 岡村明美
アーネストの妻。自分はトニーではないというダンテの発言やアーネストから聞いていたトニーの人物像からかけ離れたダンテの態度を見て彼がトニーではないと見抜いたが、アーネストには最後まで黙っていた。

#### Mission:9
ジョー
声 - 家中宏
通称「ゴールド・アーム・ジョー」。黄金の腕を持つと言われるギャンブラー。常に丁寧語で話す紳士風の男性。黄金の腕の正体は手元のカードを一瞬ですり替えるイカサマテクニックである。
サンタクロース
声 - 仲木隆司
名前は通称であり、本名は不明。老人ギャンブラー。人の心を見透かすというポーカーの達人。見た目もサンタを思わせる外見だが、由来はいつも袋一杯に金を持って帰るということから。
アマンダ
声 - 高島雅羅
通称「ラッキー・アマンダ」。女神の幸運を持つと言われるギャンブラー。セレブを思わせる派手な雰囲気の女性。ブラフ（はったり）を言うとき、髪の毛をいじる癖があるらしい。
ポール
声 - 木内秀信
元々は真面目な人間だったが、突然人が変わったようにギャンブルにのめりこむようになったという。一見臆病でびくびくしているが、ギャンブルでは高い手を狙った行為が目立ち、異常な程の強運を持っている。
サラ
声 - 玉川紗己子
ポールの妻で、彼を助けてほしいと、「Devil May Cry」に依頼に来る。その正体はギャンブラー失踪事件の黒幕であるキングであった。
キング
ギャンブラーたちの間で噂となっている伝説のギャンブラー。勝負で負かした者の命を奪うとされており、彼に勝負を挑んだ何人ものギャンブラーが行方不明となっている。正体はポールの妻のサラであり、魔力を込めることで類い希な強運と引き換えにギャンブルの魔力に心を奪わるアクセサリーをギャンブラーたちに身につけさせることで、キングとして操っていた。しかし、本物のキングをおびき出すためのダンテとレディの策に嵌まって姿を現してしまい、最後はダンテとの一騎打ちで敗北した。

#### Mission:10
バアル
声 - 中田譲治
悪魔であり在りし日のスパーダの弟子である強面の男。白髪の白ずくめで、ダンテ曰く「牛乳屋」。スパーダと志を同じくし再会したら剣を交えることが唯一の生きがいであったが、彼の没後は、その血と力を受け継ぐダンテを狙い、より強くなる為に、また自分の為に剣を封印したモデウスのためにも力を追求しスパーダとの戦いを求めていた。しかしそれをシドに利用される形になる。本来の姿は純白の騎士のような姿。二刀流である。

モデウス
声 - 三木眞一郎
悪魔であり在りし日のスパーダの弟子にしてバアルの双子の弟だが、無意味な戦いを好まない温厚な性格で兄とは似ても似つかぬ黒ずくめの優男（したまつげに共通点がある）。ダンテと同様、ストロベリーサンデーが大好き。兄を遥かに凌ぐ剣の才能を持っていたが、兄の生きがいを奪わぬために自らの生きがいでもあった剣を置いた。彼もまたシドに利用される。本来の姿は漆黒の騎士のような姿。兄と違い剣は『1』のダンテの武器・アラストルに似た意匠の一本のみ。
兄同様純粋な悪魔ではあるものの、ダンテやMission:3のブラッドと同様に涙を流すことができる、心を持つ悪魔である。

#### Mission:11
サイモン
声 - 小西克幸
黒髪の長髪にサングラスをかけている謎の男性。ニーナ・ローエルの唯一の協力者であったが、シドに殺されて成り変わられてしまう。コーヒーは飲めないらしい。

#### Mission:12
アビゲイル
かつて魔界の王である魔帝ムンドゥスに匹敵すると言われた絶大な力を誇る伝説の大悪魔。人の身でありながら悪魔を使役していた錬金術師アランが生涯を賭しても使役できず、封印することしか出来なかった。終盤で封印を解いたシドと一体化して現世に復活した。都市一つを壊滅させる攻撃力や下級・中級悪魔を無尽蔵に生み出す能力を持ち、トリッシュとレディの連携攻撃も通じず、一度はダンテすら返り討ちにするなど圧倒的な力を見せつけたが、パティの尽力で復活したダンテに敗北した。

### ドラマCDキャラクター
エンツォ・フェリーニョ
声 - 松本保典
第1巻に登場する情報屋でダンテの旧友。同業者であるモリソンとも親交がある。アニメ版よりも以前、ダンテの店の名前が「Devil Never Cry」だった頃のダンテとトリッシュにとある依頼を仲介した。モリソン曰く「頭の固い男」で何度か悪魔絡みの事件に出くわしていたが、当時は頑なに悪魔の存在を信じようとしない現実主義者であった。しかし、その依頼から発展したマキャヴェリの魔銃を巡る事件の出来事がきっかけで悪魔の実在を知る。
作中でエンツォは持ち主を取り込んで強大な兵器になるマキャヴェリの魔銃に片腕を乗っ取られてしまい、命と引き換えにダンテに片腕を切り落とされた。その後は情報屋を辞めて、悪魔絡みの武器や品（魔具）を扱う質屋のような仕事をしており、ダンテは彼に借金の形として『1』や『3』などで手に入れた魔具を預けているようである（つまり今まで入手した武器などは全てエンツォに預けていた）。
ダンテはエンツォの腕を奪った贖罪として、現在でも仕事で得た報酬をエンツォに送金しており、ダンテが常に金欠で借金が消えない理由の一つであることが判明している。
アグニ＆ルドラ
声 - たてかべ和也 & 肝付兼太
第1巻に登場する2組1対の剣型の双子の悪魔。アグニは炎の、ルドラは風の力を持つ喋る剣。かつて『3（SE）』においてダンテと戦い彼に力を貸した。エンツォの店に置かれていたのだが、他の魔具とは違い質草としてではなく「勝手に喋ってうるさい」という理由で売り払われたらしい。
マキャヴェリ
第1巻に名前のみ登場。かつて「魔界の名工」と呼ばれた銃職人で、本編では既に死亡している事がトリッシュの口から語られている。彼が作る銃は魔銃と呼ばれ、銃を使う悪魔からは重宝されていた。彼の作品の一つである、「使用者を取り込んで強大な兵器その物になる」魔銃がエンツォに取り付いて本編での事件を引き起こす。
小説版『4』や『5』の前日譚小説では災厄兵器パンドラやアルテミスはマキャヴェリが発明した魔具だということが判明した。
生きた鎧である黒騎士という悪魔の製造にも関わっており、小説版『1』のギルバや『5』のプロト・アンジェロ、スクード・アンジェロ、キャバリエーレ・アンジェロを制作しており、『1』のネロ・アンジェロの制作にも間接的に関わっていた。
ピーター・パン
声 - 山口勝平
第2巻『Devil's Neverland』に登場。有名な物語の主役を騙る悪魔。呪術をかけたベッドに寝た者たちを夢の世界のネバーランドへ取り込み、かりそめの舞台でヒーロー願望を満たしていた。本当の姿は脂ぎった禿げ頭の中年男で魔力は『1』に登場したマリオネット以下という非力なもの。子供たちを助けるために夢の中に入り込んだダンテにあっさり敗北し、自分の本当の姿を子供たちに幻滅されて、腹いせにダンテたちを夢の世界へ閉じ込めて現実世界の隠れ家に逃げ帰るが、ベッドを寄贈する時に迂闊にも自分の名前と住所を書いていたため、あらかじめダンテから連絡を受けていたトリッシュによって叩きのめされる。
痛い目に遭ったものの命だけは助けられたようで、夢の中でピザを食べていたダンテ以外の子供たちは無事に孤児院に帰された。
フォスター
声 - 松岡洋子
第2巻『Devil's Neverland』に登場。パティが暮らす孤児院「エンジェルズ・ホーム」を経営する院長で、パティを含めた子供たちが三日も目を覚まさないという事件の解決をダンテに依頼した。孤児院の子供たちからはいつも怒ってばかりと怖がられていたが、実際は子供たち想いの心優しい女性で、医者を探すために三日三晩眠らずに街中を奔走したり、子供たちが目を覚ますよう祈りを捧げていた。
マクレーン
声 - 堀内賢雄
第2巻『Strawberry Sandae Murder's case』に登場する刑事。BAR「ムーンライト」のマスター殺人事件で容疑者となったダンテの取り調べを担当した。
非常に生真面目で融通の利かない性格。しかも少々愚直で、暴走しがち。モリソン、レディ、パティなどダンテと親交のある人間に事情聴取をしたところ、レディは一切ダンテを擁護せず、モリソンとパティはダンテを多少は擁護したものの、パティが裏の仕事である悪魔退治の話など余計な事を話してしまったせいで更にダンテが殺人犯だと誤解を深める。最終的にはマスターが生きており、ダンテが無罪だと判明したが、冒頭でダンテが冤罪だったら何でも言うことを聞くという約束をしてしまったせいで、一ヶ月間、自費でダンテのストロベリーサンデーの代金を支払うという悲惨な目に遭ってしまい、毎日鳴り響く代金請求の電話に頭を抱えていた。
『5』の前日譚を描いた小説の「Before the Nightmare」に彼の名前が登場している。
スティーブ
声 - 津久井教生
第2巻『Strawberry Sandae Murder's case』に登場。BAR「ムーンライト」が行きつけの一般男性。店内でマスターとダンテが口論しているのを目撃し、一度は店を立ち去るが、後に血まみれになって倒れているマスターを発見。ダンテがマスターと殺したと思い、警察に通報する。
マスター
声 - 三宅健太
第2巻『Strawberry Sandae Murder's case』に登場するBAR「ムーンライト」を経営するマスター。ストロベリーサンデーを子供向けの食べ物と馬鹿にして、ダンテを怒らせ口論になる。その後は血まみれになって倒れているのをスティーブに発見される。通報を受けた警官が駆けつけた時には死体は見つかっておらず、マクレーンはダンテがマスターを殺して死体を隠したと疑っている。
実はマスターは死んでおらず、臨時休業で旅行に出掛けていたのが真相だった。血まみれで倒れていたのに見えたのは、どうしてもストロベリーサンデーを食べたいというダンテの我儘に根負けしたマスターが具材の買い出しに出掛けるが、店の中で材料のイチゴジャムを足を滑らせてひっくり返してしまい、ジャムまみれになったうえに腰を強く打ってしばらく動けなかったためである。マスターが殺されたと勘違いしたスティーブが警察に通報した時には既に旅行に出掛けていて、店を留守にしていたが、臨時休業の張り紙を忘れていたことを思い出し、急いで店に戻ってきたが、自分のうっかりミスがいつの間にか大事件になっていたことに驚きつつも元気に警察署を訪れ、自分が生きていることとダンテの無実が証明された。

## 用語
アランの涙
錬金術師アラン・ローエルがアビゲイル封印の過程で作り出した魔石。アビゲイルの封印を解く鍵であると同時に悪魔を退ける力を持つお守りでもあり、ローエルの一族が持っていると中級悪魔程度までなら撃退できるほどの力を発揮する。アビゲイルの力を得ようと目論む悪魔たちによって執拗に狙われており、アランの子孫たちに代々受け継がれながら守られ続けていた。
実はパティのペンダントにも魔石が付いており、アランの涙程強力ではないが下級悪魔を追い払える力を持つ。
四天王
シドによって語られた四体の大物悪魔。ムンドゥス亡き後の魔界の覇権を巡って互いに権力争いを繰り広げている。アニメ本編では最後まで登場することはなかった。

## スタッフ
- 原作 - カプコン
- 監督 - 板垣伸
- 助監督 - 川村賢一
- スーパーバイザー - 小林裕幸
- シリーズ構成 - 井上敏樹
- キャラクターデザイン・総作画監督 - 阿部恒
- 悪魔デザイン - 箕輪豊
- プロップデザイン - 木村雅広
- 美術監督 - 青木勝志
- 色彩設定 - 児玉尚子
- 撮影監督 - 太田和亨
- 3DCGI - 井野元英二
- オフライン編集 - 西山茂
- 音響監督 - 中嶋聡彦
- 音楽 - rungran
- 音楽プロデューサー - 佐々木史朗、井上裕香子
- エグゼクティブプロデューサー - 臼井久人、岩崎篤史、北浦宏之
- プロデューサー - 伊平崇耶、新田達弘、片桐大輔、里見哲朗
- アニメーションプロデューサー - 淡野真
- アニメーション制作 - マッドハウス
- 製作 - Devil May Cry製作委員会（カプコン、WOWOW、ショウゲート、マッドハウス、メディアファクトリー）

## 主題歌
オープニングテーマ「d.m.c」
作曲 - はまたけし / 編曲 - rungran
エンディングテーマ「I'll be your home」
作詞・歌 - 及川リン / 作曲・編曲 - はまたけし
挿入歌「FUTURE IN MY HANDS」（第6話）
歌 - Aimee B / 作詞 - 及川リン / 作曲 - suble

## 各話リスト
| 話数       | サブタイトル     | 脚本       | 絵コンテ       | 演出            | 作画監督                    |
| ---------- | ---------------- | ---------- | -------------- | --------------- | --------------------------- |
| Mission:1  | Devil May Cry    | 井上敏樹   | 板垣伸         | 板垣伸          | 阿部恒                      |
| Mission:2  | Highway Star     | 菅正太郎   | 板垣伸         | 川村賢一        | 菊池聡延                    |
| Mission:3  | Not Love         | 森橋ビンゴ | 板垣伸         | 中山賢          | 浦和文子 木下勇気           |
| Mission:4  | Rolling Thunder  | 森橋ビンゴ | 阿保孝雄       | 川村賢一        | 土橋昭人 水川弘理           |
| Mission:5  | In Private       | 菅正太郎   | そえたかずひろ | 牧野吉高        | 金子匡邦                    |
| Mission:6  | Rock Queen       | 榊一郎     | 室井ふみえ     | 室井ふみえ      | 山本善哉                    |
| Mission:7  | Wishes Come True | 井上敏樹   | 稲垣隆行       | 稲垣隆行        | 滝沢潤                      |
| Mission:8  | Once Upon a Time | 菅正太郎   | 鶴岡耕次郎     | 福多潤          | 宮前真一                    |
| Mission:9  | Death Poker      | 井上敏樹   | 川村賢一       | 川村賢一        | Shin Hyung-sik Kim Dae-hoon |
| Mission:10 | The Last Promise | 菅正太郎   | 板垣伸         | 高橋亨          | 日向正樹 木村雅広           |
| Mission:11 | Showtime!        | 森橋ビンゴ | 板垣伸         | 板垣伸 川村賢一 | 阿部恒                      |
| Mission:12 | Stylish!         | 森橋ビンゴ | 板垣伸         | 板垣伸 川村賢一 | 田崎聡 日向正樹             |

## ドラマCD
- ドラマCD TVアニメーション「Devil May Cry」 Vol.1（発売日:2007年12月21日、EAN:4580143034880）
- ドラマCD TVアニメーション「Devil May Cry」 Vol.2（発売日:2008年2月27日、EAN :4580143034897）